# Embalse de Retortillo
El Embalse del Retortillo está situada en el cauce del río Retortillo, formando parte de los municipios de Hornachuelos en la Provincia de Córdoba y Puebla de los Infantes en la Provincia de Sevilla en el parque natural Sierra Norte de Sevilla.

## Descripción
Este embalse pertenece a la Confederación Hidrográfica del Guadalquivir (zona de Córdoba). Los trabajos de construcción de la presa se iniciaron en 1966 y se comenzó su explotación en 1970.
La superficie de su cuenca es de 311 km² con una precipitación media: 774 l/m2 y una aportación media anual de 61 hm³. El volumen del embalse es de 61,2 hm³ y su superficie es de 517 hectáreas.
El tipo de presa es de gravedad de planta recta (es el tipo de construcción más duradero y el que requiere menor mantenimiento) y aliviadero con compuertas. La presa tiene una altura sobre cimientos de 53 m, una altura sobre el cauce de 37 m y una longitud de coronación de 153,6 m.
Con la construcción de esta presa se vieron afectadas algunas vías de comunicación como son las carreteras de Palma del Río-El Águila, Puebla de los Infantes-Navas de la Concepción y La Algecira-Constantina.
La Presa de Retortillo se construyó con estos objetivos:
- Riegos (2250 hectáreas aproximadamente)
- Abastecimiento a unos 220.000 habitantes aproximadamente.
- Usos de las láminas de agua (pesca – baños)´